# Horloge parlante (Tunisie)
L'horloge parlante (الساعة الناطقة) existe en Tunisie au moins depuis les années 1950. D'abord accessible par le numéro 1911, elle est ensuite accessible en arabe par le numéro 1299 (199 jusqu'en 2001) et en français par le numéro 1291 (191 jusqu'en 2001).
Le texte arabe est écrit dans les années 1960 par le poète Mustapha Khraïef et lu par le journaliste et futur diplomate Hamadi Essid. La voix française n'est autre que la sœur de ce dernier, Rafika Essid. 
Le texte français est quasiment la traduction du texte arabe (عند الإشارة تكون الساعة) : « Au prochain top il sera [heure], [minute], [seconde] ». L'heure est ainsi annoncée par un « bip » toutes les dix secondes.